# Lüterkofen-Ichertswil
Lüterkofen-Ichertswil es una comuna suiza del cantón de Soleura, situada en el distrito de Bucheggberg. Limita al norte con las comunas de Nennigkofen y Lüsslingen, al este con Lohn-Ammannsegg y Bätterkinden (BE), al sur con Küttigkofen y Brügglen, al suroeste con Tscheppach, y al oeste con Leuzigen (BE).